# 沙恩·戴利
沙恩·彼得·戴利（英語：Shaun Peter Derry，1977年12月6日—）於英格蘭諾定咸出生，是一名英格蘭前足球運動員，司職中場，退役後出任領隊，首先執教母會諾士郡，現時擔任英乙球會劍橋聯的領隊。

## 生平

### 球員
沙恩·戴利於諾士郡展開其球員生涯，1998年，以70萬英鎊轉投錫菲聯，2000年，以30萬英鎊價錢被賣至樸茨茅夫，2002年夏天被當時的領隊哈利·列納以40萬英鎊價錢售予水晶宮。
2004年，沙恩·戴利帶領著水晶宮升上英超，2004/05年球季被球隊外借至諾定咸森林，2005年2月，他轉投列斯聯，他加盟後的首球入球是對韋斯咸的賽事中攻入，令球隊以2-1獲勝。
2005/06年球季，沙恩·戴利一直是正選球員，於2006年8月與列斯聯續約至2009年7月。2006年10月26日，列斯聯領隊丹尼斯·韋斯，任命他為球隊的副隊長，奇雲·尼高斯（Kevin Nicholls）則擔任隊長。
2006/07年球季，沙恩·戴利飽受傷患困擾，他亦承認現階段無法幫助球隊。2007/08年球季，他被外借至其前球會水晶宮至2008年1月。在借用期滿後，水晶宮將他正式收歸旗下，簽約3年。在（Mark Hudson）離隊後，獲委擔任隊長。2009/10年球季水晶宮遭遇財困，雖然被扣減10分，在煞科日仍能作客擊敗競爭對手錫周三成功保級。
季後約滿的沙恩·戴利轉投另一支英冠球隊昆士柏流浪，與老上司尼爾·禾諾克（Neil Warnock）重逢，簽約兩年。

### 領隊
2013年11月6日，沙恩·戴利獲母會諾士郡聘請接掌帥印，擔任球員兼領隊，但由於當季先後為和上陣，未能註冊為球員，先行集中精神為球隊護級。2014年10月3日，沙恩·戴利獲諾士郡續約至2016年球季結束。2015年3月23日，自11月以來24戰僅獲3勝，球隊只以得失球差位處降班區域上一位，沙恩·戴利和副手格雷格·阿伯特（Greg Abbott）一同被辭退。
2015年11月12日，沙恩·戴利獲委成為英乙球會劍橋聯的新領隊。

## 外部連結
- Who Are Ya!? Shaun Derry （页面存档备份，存于）
- Shaun Derry player profile
- 足球数据库：沙恩·戴利的球员统计数据